# نوید اکرم
نوید اکرم (اردو: نوید اکرم؛ زادهٔ ۱۰ مهٔ ۱۹۸۴) بازیکن فوتبال اهل پاکستان بود.
وی همچنین در تیم‌های ملی فوتبال زیر ۲۳ سال پاکستان و پاکستان بازی کرده است.